# 百岁之好，一言为定
《百岁之好，一言为定》（Forever Love），改编于素光同之同名小说的2020年中国偶像剧。本剧由温德光执导，王安宇、向涵之领衔主演的青春爱情偶像剧。该剧于2020年12月14日在腾讯视频全网独播。

## 演員表

### 领衔主演
| 演員   | 角色   | 介紹 |
| 王安宇 | 蔣正寒 | 夏林希的丈夫，學習成績很差，是班上公認的學渣，不過他倒不是一無是處，具有超強的計算機能力，是計算機方面的天才。作為落魄貴公子的他身上仍然帶著一絲桀驁不馴，孤傲的他誰都不服，只對夏林希服服貼貼。 |
| 向涵之 | 夏林希 | 蔣正寒的妻子，成績排在全校第一位的超級學霸，靠著努力刷題，憑藉勤奮拿到的優秀成績。長相漂亮可愛，性格古靈精怪，美麗而不自知是她的巨大優點。後來她與蔣正寒相愛，二人定終身。                       |

### 其他角色
| 演員   | 角色   | 介紹 |
| 陳澤   | 陳亦川 | 顧曉曼的丈夫，夏林希表弟，超級學霸，不過他的成績次次輸給夏林希。他雖然智商超群，但情商一般，性格有點兒傲嬌自負，自以為是，直到顧曉曼被他傷了很多次心後才發覺自己早已喜歡上她，並努力把顧曉曼追回來。後與顧曉曼結婚。 |
| 潘美燁 | 顧曉曼 | 陳亦川的妻子，性格花痴，熱愛美食，對於愛情心懷赤城，可謂永遠年輕，永遠熱淚盈眶。她是夏林希的好朋友，對夏林希十分仗義。從高中就一直喜歡陳亦川，不顧一切對他好。後與陳亦川結婚且懷有一子。                             |
| 袁昊   | 秦越   | 男神代言人，溫潤如玉，天之驕子，對夏林希很好，很保護她。 |
| 楊玥   | 時瑩   | 夏林希的大學室友，心比天高命比紙薄，才華橫溢的偽善紅顏，為秦越甘於做綠葉。 |
| 范楨   | 楚秋妍 | 徐智禮的妻子，夏林希的大學室友，好閨蜜，性格開朗，視野開闊，婚慶公司的老闆娘。 |
| 蔣蕊澤 | 莊菲   | 夏林希的大學室友，家境貧寒，期待能靠自己的努力脫離所處的環境。 因喜歡蔣正寒而與夏林希發生衝突。 |
| 許樂驍 | 徐智禮 | 楚秋妍的丈夫，家境殷實，“成王敗寇”是他的人生信條，婚慶公司的老闆。 |
| 苗夕倫 | 段寧   | 蔣正寒的大學舍友，地道北京人，爽朗仗義，嘴甜會撩，喜歡顧曉曼。 |
| 趙浩閎 | 張懷武 | 蔣正寒第一迷弟，永遠找不到重點的二貨跟班，母胎solo。後與沈文悅在一起。 |
| 李羽桐 | 沈文悅 | 敢愛敢恨的江湖俠女，蔣正寒的青梅竹馬。成大計算機校隊。後與張懷武在一起。 |
| 張磊   | 張有才 | 張懷武的爸爸，也是江明一中的主任。 |
| 張琰琰 | 夏母   | 林希的媽媽，對林希要求嚴格。 |
| 馮暉   | 夏父   | 林希的爸爸，希望女兒能夠自由成長，隨心所欲的生活。 |